# Arthur Otto Eger
Dr. Ir. Arthur Otto Eger (1950) is een Nederlands industrieel ontwerper en emeritus hoogleraar. 

## Biografie
Arthur Eger studeerde Industrieel Ontwerpen aan de Technische Universiteit in Delft. Na enkele jaren in verschillende organisaties te hebben gewerkt, richtte hij in 1979 met ir. Mathijs van Dijk het ontwerpbureau Van Dijk/Eger/Associates op. Dit bureau hield zich bezig met productontwikkeling (industrieel ontwerpen), grafische vormgeving en architectonisch ontwerpen. 
In 1996 verliet hij het bureau (dat sinds 1997 Well Design heet), en werd hij, na een kort interim-project, directeur van Space Expo te Noordwijk. Space Expo is de eerste permanente ruimtevaarttentoonstelling van Europa. Space Expo is tevens het bezoekerscentrum van ESA/ESTEC. ESTEC is de grootste vestiging van de ESA.
Van 2003 tot 2015 was hij hoogleraar Productontwerp aan de opleiding Industrieel Ontwerpen van de Universiteit Twente.
In 2017 startte hij BlauwZand Uitgeverij.
Van 2004 tot 2020 was hij lid van het bestuur van de afdeling Industrieel Ontwerpen van het Koninklijk Instituut van Ingenieurs KIVI. Van 2009 tot 2018 was hij voorzitter. In 2014 werd hij benoemd tot Lid van Verdienste. Van 2018 tot 2020 was hij adviseur van het bestuur. 
Arthur Eger publiceerde meer dan 30 boeken en schreef ruim 100 artikelen en papers over design, grafische vormgeving, decoratieve kunst en architectuur.
Van 1993 tot 2013 schreef hij onder het pseudoniem Th. Raergeur (een anagram van zijn naam) columns en korte verhalen, onder andere in het vaktijdschrift Product. Een selectie hieruit werd in januari 2020 uitgegeven door BlauwZand Uitgeverij.

## Publicaties (selectie)

#### Engels
- “On the Origin of Products, The Evolution of Product Innovation and Design”; co-author: Huub Ehlhardt , Cambridge University Press, 2018, ISBN 9781316638187 (paperback) en 9781107187658 (hardback)
- “Graphic Design on Paper, Screens, and Products”; Boom Lemma Publishers, Amsterdam, 2015, ISBN 9789089536266
- “Product Design”; co-authors: Maarten Bonnema, Eric Lutters, Mascha van der Voort, Eleven International Publishing, The Hague, The Netherlands, 2013, ISBN 9789490947804

#### Nederlands
- “Mooie Auto's Deugen Niet”; BlauwZand Uitgeverij, 2020, ISBN 9789082938739
- “Saai! Saai! Saai!”; BlauwZand Uitgeverij, 2021, ISBN 9789082938777

- “Less is More / Less is a Bore”; Catalogus bij de tentoonstelling ter gelegenheid van zijn afscheid; Museum TwentseWelle en Universiteit Twente, 2015
- “Productontwerpen”; co-auteurs: Maarten Bonnema, Eric Lutters en Mascha van der Voort, 2010, Lemma, Den Haag, ISBN 9789059315532
- “Grafische Vormgeving voor Industrieel Ontwerpers”; 2010, Lemma, Den Haag, ISBN 9789059315297
- “Evolutionaire Productontwikkeling”; Lemma, Den Haag, 2007
- “Van het eerste uur. Grondleggers van de Faculteit Industrieel Ontwerpen”; november 2004, TU Delft, Delft
- “Succesvolle Productontwikkeling”; Kluwer Bedrijfswetenschappen, Deventer, 1996
- “Decoratieve kunst”; Uitgeverij Cantecleer, De Bilt, 1995
- “Digitaal vormgeven”; Uitgeverij Cantecleer, De Bilt, 1991

Reisverhalen
Sinds 2018 publiceert hij reisverhalen. Inmiddels zijn er negen verschenen:
- Hello! Change Money? FEC? (over China), 2018, ISBN 9789082938708
- De Wraak van Montezuma (over Mexico en Guatemala), 2019, ISBN 9789082938715
- Geen Strand (over IJsland en El Hierro), 2019, ISBN 9789082938722
- Baksjisj (over Egypte), 2020, ISBN 9789082938746
- Regen in de Droogste Woestijn ter Wereld (over Chili en Paaseiland), 2020, ISBN 9789082938753
- ‘Silmin’ & ‘Tin Ukkluk’ (over Nieuw-Zeeland), 2021, ISBN 9789082938760
- Van Parador naar Parador (over Andalusië en Zuid Spanje), 2022, ISBN 9789082938784
- ‘You sound just like my Mum’ (over West Canada, British Columbia), 2023, ISBN 9789082938791
- 'Nee Knikken & Ja Schudden' (over Bulgarije), 2024, ISBN 9789083408200

Kookboek
- 'Het Dokter Ivo Dieet' (met meer dan 100 recepten), 2024, ISBN 9789083408217

- Gemeinsame Normdatei: 1224705467
- International Standard Name Identifier: 0000 0000 3480 362X
- Library of Congress Control Number: n96103168
- Nationale Bibliotheek van Tsjechië: utb2013745330
- Nederlandse Thesaurus van Auteursnamen: 074002511
- RKD-Nederlands Instituut voor Kunstgeschiedenis: 126669
- Virtual International Authority File: 9118087
- WorldCat: E39PCjrtvBmvb3Br7CKR8b7gVd